# Лезгинцев, Георгий Михайлович
Георгий Михайлович Лезгинцев — советский хозяйственный, государственный и политический деятель, доктор технических наук, член Союза писателей СССР.

## Биография
Родился в 1914 году в Петрограде. Отец — Михаил Васильевич Лезгинцев, российский революционер и советский политический и государственный деятель. Братья: Михаил Лезгинцев, Игорь Лезгинцев - контр-адмиралы флота.  Член КПСС с 1944 года.
Учиться пошел по стопам отца, работавшего до революции 1917 года на шахтером на маргенцевых шахтах. В 1937 году закончил Ленинградский горный институт. С 1937 года — на хозяйственной, общественной и политической работе. В 1937—1994 гг. — геолог, инженер геологоразведочных экспедиций в Сибири, на Дальнем Востоке и за рубежом. 20 лет проработал на рудниках и приисках золотодобывающей промышленности как сын "врага народа". При этом, смог проявить себя талантливым организатором и добиться значительных трудовых успехов. Более 30 лет руководил Всесоюзным институтом «Гидрозолотоцветметпроект». 
Вместе с другими советскими учеными и специалистами по исследованию земных и океанских недр Г. Лезгинцев побывал в 35 странах мира. Под руководством Г. Лезгинцева созданы и действуют по настоящее время сотни рудников и приисков цветных металлов в стране и за рубежом. За высокие заслуги по изучению дна мирового океана ему присвоено звание адмирала геологического флота СССР. Долгие годы Г. Лезгинцев был научным руководителем тематики Государственного Комитета по науке и технике по проблеме освоения минеральных ресурсов Мирового океана. Автор более 70 изобретений, пять из которых были запатентованы за рубежом: в Англии, США, Канаде, Японии, Италии. 
Под руководством Георгия Лезгинцева были осуществлены крупнейшие проекты строек горной и аламазодобывающей промышленности в Якутии, Магаданской области, на Южном Урале, в Армении, на Украине, во Вьетнаме, Болгарии, Казахстане, включая: трубок «Мир» и «Удачная» (Якутия), запущен Зодский ЭРК (Армения), проведены реконструкции ЗДК «Балейзолото», освоены ильменитовые месторождения Ирша (Украина), Карамкентская (Магаданская область) и Кочкарская ЗИФ (Южный Урал), оловодобывающий комбинат «Тик-Тук» (Вьетнам), вольфрамовое предприятие «Грынчарища» (Болгария), рудник им. Джамбула (Казахстан), фабрика «Советская» (Красноярский край) и много других предприятий в разных странах мира.
Георгий Лезгинцев проявил себя еще и как талантливый писатель, создал ряд крупных художественных и научных, в том числе романы: «Инженер Северцев», «На Таежной стороне», «Рудознатцы», «Человек с гор» и другие, произведений, посвященных рабочему классу, за что, он стал лауреатом премий Союза писателей СССР и ВЦСПС.
Неоднократно становится лауреатом государственных премий по науке и технике. За заслуги перед Отечеством отмечен: Орденом Ленина - дважды, Дружбы народов – дважды, Трудового Красного Знамени, «Знак Почета» и многими медалями.
Член Союза писателей с 1956 г. и член ревизионной комиссии этого Союза, неоднократный член Бюро Бауманского райкома КПСС г. Москвы.
Лауреат премий Союза писателей и ВЦСПС.
Умер в июле 1994 года.

## Сочинения
- В таёжной стороне. М., 1955;
- Инженер Северцев: Роман. М., 1962;
- Рудознатцы: Роман. М., 1974;
- Человек с гор: Роман. Книга первая, М., 1981;
- Человек с гор: Роман  Книга вторая,Махачкала, Дагестанское книжное издательство, 2010.